# Olsynium lyckholmii
Olsynium lyckholmii är en irisväxtart som först beskrevs av Per Karl Hjalmar Dusén, och fick sitt nu gällande namn av Peter Goldblatt. Olsynium lyckholmii ingår i släktet Olsynium och familjen irisväxter. Inga underarter finns listade i Catalogue of Life.